# Superliga Brasileira de Voleibol Masculino de 2025 - Série B
A Superliga Brasileira de Voleibol Masculino de 2025 - Série B, oficialmente Superliga B Bet7K de 2024-25 por questões de patrocínio, foi a 14.ª edição desta competição organizada pela Confederação Brasileira de Voleibol (CBV) através da Unidade de Competições Nacionais. Trata-se da segunda divisão da Superliga Brasileira de Voleibol Masculino, a principal competição entre clubes de voleibol masculino do Brasil, que contou com a presença de 14 equipes provenientes de oito estados brasileiros.
A equipe do Azulim Gabarito/Monte Carmelo – vice-líder da fase classificatória – conquistou seu segundo título da Superliga Série B após vencer o Juiz de Fora Vôlei – líder da fase classificatória – e ambas equipes garantiram vagas para a Superliga Série A de 2025–26.

## Formato da disputa
A competição foi disputada em quatro três fases: classificatória, quartas de final, semifinais e final, conforme segue: Na fase classificatória, as equipes formarão um grupo único e serão elencadas de acordo com sua classificação na temporada anterior. A Fase classificatória será disputada no sistema de turno único, fazendo as equipes jogarem todas contra todas.
As quartas de final será disputada pelas 08 (oito) equipes mais bem classificadas na fase classificatória. Os jogos das quartas de final serão disputados no sistema de playoff com 2 jogos, em caso de empate, a disputa irá para o GOLDEN SET. As equipes mais bem colocadas na fase classificatória terão o direito de escolher o dia e horário que jogarão o playoff, dentre os horários oferecidos pela TV e a sequência de mando dos jogos. Os confrontos serão definidos obedecendo ao seguinte ordenamento:
a. 1º colocado x 8º colocado (Confronto A);
b. 2º colocado x 7º colocado (Confronto B);
c. 3º colocado x 6º colocado (Confronto C);
d. 4º colocado x 5º colocado (Confronto D);
As semifinais serão disputada pelas 04 (quatro) equipes vencedoras das quartas de final, e será disputada no sistema de playoff (melhor de três jogos), ou seja, vencedor de 2 partidas numa série melhor de três jogos, onde o primeiro jogo será na casa do melhor classificado. Os confrontos serão definidos obedecendo ao seguinte ordenamento:
a. Vencedor do 1º x 8º versus o vencedor do 4º x 5º (A x D).
b. Vencedor do 2º x 7º versus o vencedor do 3º x 6º (B x C).
A final foi disputada entre as duas equipes vencedoras da fase semifinal em um único jogo, na casa da equipe vencedora de melhor índice técnico da fase classificatória.
A equipe vencedora da final será atribuída o título de “Campeã” e a equipe perdedora de “Vice-campeã”. E ambas as equipes terão acesso à Superliga 1XBET 2025-26 desde que cumpram os requisitos da competição. Os clubes com o mesmo CNPJ de uma equipe da Superliga 1XBET, que se sagrar classificada como campeã ou vice-campeã ficará impossibilitada de jogar a Superliga 1XBET 2025-26 e permanece na Superliga B do ano seguinte, e com isso a equipe do terceiro lugar terá direito a promoção. As demais posições serão assim denominadas, a classificação de 3º e 4º lugar será definida de acordo com o índice técnico da Fase Classificatória, dentre as equipes perdedoras
participantes da semifinal. A classificação de 5º a 14º lugar, será definida de acordo com o índice técnico da fase classificatória. Os clubes classificados deverão integrar ao CBC (Comitê Brasileiro de Clubes) para jogar a Superliga 1XBET 2025-26. O Regulamento também prevê cominações legais para atos discriminatórios.
As equipes classificadas do 11º ao 14º lugar estarão rebaixadas para disputar a SUPERLIGA C 2025.

## Equipes participantes
As seguintes equipes se qualificaram para a disputa da Superliga Série B de 2025.
| Equipe                         | Cidade        | Última participação | Temporada 2024                                   |
| ------------------------------ | ------------- | ------------------- | ------------------------------------------------ |
| América Natal/Shiro Sport Club | Natal         | 2024                | 8.º colocado na Superliga B                      |
| Apade Vôlei                    | Belém         | Estreante           | Campeão da Sede Norte na Superliga C             |
| Araguari Vôlei                 | Araguari      | Estreante           | Campeão da Sede Sudeste na Superliga C           |
| Araucária Vôlei                | Araucária     | 2024                | 7.º colocado na Superliga B                      |
| Brasília Vôlei/UPIS            | Brasília      | 2024                | 3.º colocado na Superliga B                      |
| EC Praia Grande                | Praia Grande  | Estreante           | 3.º colocado na Sede Sudeste na Superliga C      |
| Juiz de Fora Vôlei             | Juiz de Fora  | 2024                | 5.º colocado na Superliga B                      |
| Maringá Vôlei/Mobifacil        | Maringá       | 2024                | 6.º colocado na Superliga B                      |
| Monte Carmelo/Azulim/Sicoob    | Uberlândia    | 2023                | 11.º colocado na Superliga A                     |
| Montes Claros Vôlei            | Montes Claros | 2018                | 12.º colocado na Superliga A                     |
| Norde Vôlei                    | Fortaleza     | Estreante           | Campeão da Sede Nordeste na Superliga C          |
| São Sebá Vôlei                 | São Sebastião | Estreante           | 2.º colocado na Sede Sudeste na Superliga C      |
| Real Brasiliense               | Brasília      | Estreante           | 2.º colocado na Sede Centro-Oeste na Superliga C |
| Voleibol Alta Floresta         | Alta Floresta | 2024                | 9.º colocado na Superliga B                      |

## Critérios para índice técnico
A pontuação para a classificação geral, na fase classificatória, será a seguinte:
1. a. Vitória (3x0 ou 3x1) - 3 pontos
2. b. Derrota (0x3 ou 1x3) - 0 ponto
3. c. Vitória (3x2) - 2 pontos
4. d. Derrota (2x3) - 1 ponto
5. e. Não comparecimento -2 pontos (menos 02 pontos)

Em caso de desistência de uma equipe durante a competição, ela será declarada perdedora pela contagem de 3 x 0 (25x00, 25x00, 25x00) em todos os jogos previstos para sua equipe na tabela, para fins de classificação.
O critério de desempate, na fase classificatória entre duas ou mais equipes, obedecerá aos seguintes critérios pela ordem:
1. Número de vitórias;
2. Razão de sets;
3. Razão de pontos;
4. Confronto direto (caso haja empate entre duas equipes);
5. Sorteio (cujas normas de realização serão definidas pela CBV).[6]

## Fase classificatória
|  | Classificado para as quartas de final      |
|  | Rebaixado para a Superliga Série C de 2025 |

|     |                             |     | Jogos | Jogos | Jogos | Resultados | Resultados | Resultados | Resultados | Resultados | Resultados | Sets | Sets | Sets  | Pontos | Pontos | Pontos |
| Pos | Equipe                      | Pts | T     | V     | D     | 3–0        | 3–1        | 3–2        | 2–3        | 1–3        | 0–3        | V    | P    | R     | V      | P      | R      |
| --- | --------------------------- | --- | ----- | ----- | ----- | ---------- | ---------- | ---------- | ---------- | ---------- | ---------- | ---- | ---- | ----- | ------ | ------ | ------ |
| 1   | Juiz de Fora Vôlei          | 37  | 13    | 13    | 0     | 7          | 4          | 2          | 0          | 0          | 0          | 39   | 8    | 4.875 | 1133   | 981    | 1.155  |
| 2   | Monte Carmelo/Azulim/Sicoob | 30  | 13    | 10    | 3     | 6          | 3          | 1          | 1          | 1          | 1          | 33   | 14   | 2.357 | 1107   | 959    | 1.154  |
| 3   | Montes Claros Vôlei         | 27  | 13    | 9     | 4     | 8          | 0          | 1          | 1          | 3          | 0          | 32   | 14   | 2.286 | 1090   | 960    | 1.135  |
| 4   | Norde Vôlei                 | 27  | 13    | 9     | 4     | 4          | 4          | 1          | 1          | 2          | 1          | 31   | 18   | 1.722 | 1175   | 1077   | 1.091  |
| 5   | Brasília Vôlei/UPIS         | 22  | 13    | 8     | 5     | 1          | 5          | 2          | 0          | 1          | 4          | 25   | 24   | 1.042 | 1130   | 1110   | 1.018  |
| 6   | Apade Vôlei                 | 20  | 13    | 7     | 6     | 2          | 4          | 1          | 0          | 2          | 4          | 23   | 24   | 0.958 | 1034   | 1076   | 0.961  |
| 7   | Araguari Vôlei              | 19  | 13    | 6     | 7     | 5          | 0          | 1          | 2          | 3          | 2          | 25   | 23   | 1.087 | 1092   | 1071   | 1.020  |
| 8   | EC Praia Grande             | 19  | 13    | 6     | 7     | 2          | 3          | 1          | 2          | 2          | 3          | 24   | 26   | 0.923 | 1142   | 1143   | 0.999  |
| 9   | Maringá Vôlei/Mobifacil     | 18  | 13    | 6     | 7     | 2          | 3          | 1          | 1          | 2          | 4          | 22   | 26   | 0.846 | 1078   | 1125   | 0.958  |
| 10  | São Sebá Vôlei              | 17  | 13    | 5     | 8     | 3          | 2          | 0          | 2          | 3          | 3          | 22   | 26   | 0.846 | 1086   | 1116   | 0.973  |
| 11  | América Vôlei Natal/SSC     | 17  | 13    | 5     | 8     | 2          | 1          | 2          | 4          | 1          | 3          | 24   | 29   | 0.828 | 1166   | 1177   | 0.991  |
| 12  | Araucária Vôlei             | 10  | 13    | 4     | 9     | 1          | 1          | 2          | 0          | 4          | 5          | 16   | 32   | 0.500 | 1048   | 1122   | 0.934  |
| 13  | Voleibol Alta Floresta      | 10  | 13    | 3     | 10    | 0          | 3          | 0          | 1          | 4          | 5          | 15   | 33   | 0.455 | 1057   | 1154   | 0.916  |
| 14  | Real Brasiliense            | 0   | 13    | 0     | 13    | 0          | 0          | 0          | 0          | 5          | 8          | 5    | 39   | 0.128 | 829    | 1096   | 0.756  |

### 1ª rodada
| Data   | Hora  |                      | Placar |                        | Set 1 | Set 2 | Set 3 | Set 4 | Set 5 | Total   | Relatório |
| ------ | ----- | -------------------- | ------ | ---------------------- | ----- | ----- | ----- | ----- | ----- | ------- | --------- |
| 03 dez | 19:30 | Araucária Vôlei      | 0–3    | Apade Vôlei            | 22–25 | 23–25 | 21–25 |       |       | 66–75   |           |
| 03 dez | 20:00 | América Vôlei Natal  | 3–0    | Voleibol Alta Floresta | 25–22 | 25–22 | 25–21 |       |       | 75–65   |           |
| 04 dez | 17:00 | Brasília Vôlei/UPIS  | 3–1    | Real Brasiliense       | 23–25 | 25–18 | 25–19 | 25–16 |       | 98–78   |           |
| 06 dez | 20:00 | Juiz de Fora Vôlei   | 3–0    | Norde Vôlei            | 25–23 | 25–22 | 25–22 |       |       | 75–67   |           |
| 07 dez | 18:00 | Monte Carmelo/Sicoob | 3–0    | EC Praia Grande        | 25–17 | 25–15 | 25–18 |       |       | 75–50   |           |
| 07 dez | 19:00 | Montes Claros Vôlei  | 3–0    | São Sebá Vôlei         | 25–16 | 25–18 | 25–16 |       |       | 75–50   |           |
| 09 dez | 19:30 | Maringá Vôlei        | 3–2    | Araguari Vôlei         | 25–21 | 21–25 | 25–21 | 16–25 | 15–13 | 102–105 |           |

### 2ª rodada
| Data   | Hora  |                        | Placar |                      | Set 1 | Set 2 | Set 3 | Set 4 | Set 5 | Total  | Relatório |
| ------ | ----- | ---------------------- | ------ | -------------------- | ----- | ----- | ----- | ----- | ----- | ------ | --------- |
| 12 dez | 20:00 | América Vôlei Natal    | 1–3    | EC Praia Grande      | 23–25 | 20–25 | 29–27 | 16–25 |       | 88–102 |           |
| 13 dez | 20:00 | Norde Vôlei            | 1–3    | Brasília Vôlei/UPIS  | 25–22 | 23–25 | 19–25 | 25–27 |       | 92–99  |           |
| 14 dez | 19:00 | Apade Vôlei            | 3–0    | Maringá Vôlei        | 25–19 | 25–23 | 25–19 |       |       | 75–61  |           |
| 14 dez | 19:00 | São Sebá Vôlei         | 1–3    | Monte Carmelo/Sicoob | 21–25 | 25–21 | 15–25 | 23–25 |       | 84–96  |           |
| 14 dez | 19:30 | Araguari Vôlei         | 0–3    | Juiz de Fora Vôlei   | 21–25 | 20–25 | 23–25 |       |       | 64–75  |           |
| 15 dez | 17:00 | Montes Claros Vôlei    | 3–0    | Real Brasiliense     | 25–17 | 25–14 | 25–23 |       |       | 75–54  |           |
| 22 jan | 20:00 | Voleibol Alta Floresta | 3–1    | Araucária Vôlei      | 25–22 | 12–25 | 25–18 | 25–20 |       | 87–85  |           |

### 3ª rodada
| Data   | Hora  |                      | Placar |                        | Set 1 | Set 2 | Set 3 | Set 4 | Set 5 | Total   | Relatório |
| ------ | ----- | -------------------- | ------ | ---------------------- | ----- | ----- | ----- | ----- | ----- | ------- | --------- |
| 19 dez | 19:30 | EC Praia Grande      | 0–3    | São Sebá Vôlei         | 21–25 | 25–27 | 22–25 |       |       | 68–77   |           |
| 21 dez | 18:00 | Monte Carmelo/Sicoob | 3–0    | Real Brasiliense       | 25–16 | 25–17 | 25–20 |       |       | 75–53   |           |
| 21 dez | 19:00 | Araucária Vôlei      | 3–2    | América Vôlei Natal    | 21–25 | 22–25 | 25–20 | 25–22 | 15–8  | 108–100 |           |
| 21 dez | 20:00 | Juiz de Fora Vôlei   | 3–1    | Apade Vôlei            | 25–21 | 25–18 | 24–26 | 25–23 |       | 99–88   |           |
| 22 dez | 16:00 | Brasília Vôlei/UPIS  | 3–1    | Araguari Vôlei         | 25–19 | 20–25 | 25–17 | 25–22 |       | 95–83   |           |
| 05 jan | 18:00 | Montes Claros Vôlei  | 1–3    | Norde Vôlei            | 31–33 | 21–25 | 27–25 | 22–25 |       | 101–108 |           |
| 26 fev | 19:30 | Maringá Vôlei        | 3–1    | Voleibol Alta Floresta | 25–18 | 25–19 | 17–25 | 25–22 |       | 92–84   |           |

### 4ª rodada
| Data   | Hora  |                        | Placar |                      | Set 1 | Set 2 | Set 3 | Set 4 | Set 5 | Total   | Relatório |
| ------ | ----- | ---------------------- | ------ | -------------------- | ----- | ----- | ----- | ----- | ----- | ------- | --------- |
| 08 jan | 19:30 | Araucária Vôlei        | 3–2    | EC Praia Grande      | 25–21 | 25–21 | 22–25 | 26–28 | 17–15 | 115–110 |           |
| 08 jan | 20:00 | América Vôlei Natal    | 3–2    | Maringá Vôlei        | 25–23 | 25–20 | 22–25 | 26–28 | 15–12 | 113–108 |           |
| 08 jan | 21:00 | Norde Vôlei            | 3–1    | Monte Carmelo/Sicoob | 25–22 | 23–25 | 30–28 | 26–24 |       | 104–99  |           |
| 09 jan | 20:00 | Voleibol Alta Floresta | 1–3    | Juiz de Fora Vôlei   | 27–25 | 18–25 | 17–25 | 21–25 |       | 83–100  |           |
| 10 jan | 19:30 | Araguari Vôlei         | 3–2    | Montes Claros Vôlei  | 27–25 | 23–25 | 25–23 | 25–27 | 15–11 | 115–111 |           |
| 11 jan | 19:00 | Real Brasiliense       | 1–3    | São Sebá Vôlei       | 25–23 | 18–25 | 20–25 | 14–25 |       | 77–98   |           |
| 11 jan | 19:00 | Apade Vôlei            | 3–1    | Brasília Vôlei/UPIS  | 22–25 | 25–23 | 25–22 | 25–19 |       | 97–89   |           |

### 5ª rodada
| Data   | Hora  |                      | Placar |                        | Set 1 | Set 2 | Set 3 | Set 4 | Set 5 | Total   | Relatório |
| ------ | ----- | -------------------- | ------ | ---------------------- | ----- | ----- | ----- | ----- | ----- | ------- | --------- |
| 14 jan | 20:00 | Montes Claros Vôlei  | 3–0    | Apade Vôlei            | 25–18 | 25–21 | 25–18 |       |       | 75–57   |           |
| 14 jan | 20:00 | Juiz de Fora Vôlei   | 3–0    | América Vôlei Natal    | 25–23 | 25–17 | 25–19 |       |       | 75–59   |           |
| 15 jan | 19:30 | Monte Carmelo/Sicoob | 3–0    | Araguari Vôlei         | 25–20 | 25–10 | 25–20 |       |       | 75–50   |           |
| 15 jan | 19:30 | Maringá Vôlei        | 3–1    | Araucária Vôlei        | 25–23 | 23–25 | 25–22 | 25–21 |       | 98–91   |           |
| 16 jan | 19:30 | EC Praia Grande      | 3–0    | Real Brasiliense       | 25–18 | 25–15 | 15–19 |       |       | 65–52   |           |
| 16 jan | 20:00 | Brasília Vôlei/UPIS  | 3–1    | Voleibol Alta Floresta | 25–20 | 25–18 | 25–27 | 25–18 |       | 100–83  |           |
| 23 jan | 19:30 | São Sebá Vôlei       | 2–3    | Norde Vôlei            | 25–23 | 26–28 | 23–25 | 25–23 | 13–15 | 112–114 |           |

### 6ª rodada
| Data   | Hora  |                        | Placar |                      | Set 1 | Set 2 | Set 3 | Set 4 | Set 5 | Total   | Relatório |
| ------ | ----- | ---------------------- | ------ | -------------------- | ----- | ----- | ----- | ----- | ----- | ------- | --------- |
| 18 jan | 20:00 | Voleibol Alta Floresta | 2–3    | Montes Claros Vôlei  | 17–25 | 25–22 | 23–25 | 25–20 | 12–15 | 102–107 |           |
| 18 jan | 20:30 | Norde Vôlei            | 3–0    | Real Brasiliense     | 25–17 | 25–11 | 25–10 |       |       | 75–38   |           |
| 19 jan | 11:00 | Apade Vôlei            | 0–3    | Monte Carmelo/Sicoob | 15–25 | 21–25 | 16–25 |       |       | 52–75   |           |
| 19 jan | 17:00 | Araucária Vôlei        | 1–3    | Juiz de Fora Vôlei   | 19–25 | 25–22 | 15–25 | 20–25 |       | 79–97   |           |
| 19 jan | 17:00 | Araguari Vôlei         | 3–0    | São Sebá Vôlei       | 25–19 | 26–24 | 25–22 |       |       | 76–65   |           |
| 20 jan | 19:30 | Maringá Vôlei          | 1–3    | EC Praia Grande      | 21–25 | 27–25 | 25–27 | 18–25 |       | 91–102  |           |
| 20 jan | 20:00 | América Vôlei Natal    | 2–3    | Brasília Vôlei/UPIS  | 26–24 | 23–25 | 25–22 | 22–25 | 11–15 | 107–111 |           |

### 7ª rodada
| Data   | Hora  |                      | Placar |                        | Set 1 | Set 2 | Set 3 | Set 4 | Set 5 | Total   | Relatório |
| ------ | ----- | -------------------- | ------ | ---------------------- | ----- | ----- | ----- | ----- | ----- | ------- | --------- |
| 25 jan | 17:00 | Brasília Vôlei/UPIS  | 3–0    | Araucária Vôlei        | 25–22 | 26–24 | 25–19 |       |       | 76–65   |           |
| 25 jan | 19:00 | Real Brasiliense     | 0–3    | Araguari Vôlei         | 21–25 | 22–25 | 16–25 |       |       | 59–75   |           |
| 25 jan | 19:30 | Montes Claros Vôlei  | 3–0    | América Vôlei Natal    | 25–17 | 27–25 | 25–22 |       |       | 77–64   |           |
| 26 jan | 11:00 | Juiz de Fora Vôlei   | 3–0    | Maringá Vôlei          | 25–22 | 27–25 | 25–21 |       |       | 77–68   |           |
| 26 jan | 19:30 | EC Praia Grande      | 3–2    | Norde Vôlei            | 26–28 | 25–21 | 25–21 | 27–29 | 15–13 | 118–112 |           |
| 27 jan | 19:00 | São Sebá Vôlei       | 3–0    | Apade Vôlei            | 25–17 | 25–20 | 25–18 |       |       | 75–55   |           |
| 19 fev | 19:30 | Monte Carmelo/Sicoob | 3–0    | Voleibol Alta Floresta | 26–24 | 26–24 | 25–17 |       |       | 77–65   |           |

### 8ª rodada
| Data   | Hora  |                        | Placar |                      | Set 1 | Set 2 | Set 3 | Set 4 | Set 5 | Total   | Relatório |
| ------ | ----- | ---------------------- | ------ | -------------------- | ----- | ----- | ----- | ----- | ----- | ------- | --------- |
| 01 fev | 17:00 | Araguari Vôlei         | 1–3    | Norde Vôlei          | 25–15 | 24–26 | 20–25 | 18–25 |       | 87–91   |           |
| 01 fev | 18:00 | Juiz de Fora Vôlei     | 3–2    | EC Praia Grande      | 21–25 | 25–19 | 22–25 | 28–26 | 19–17 | 115–112 |           |
| 01 fev | 18:00 | Maringá Vôlei          | 3–0    | Brasília Vôlei/UPIS  | 31–29 | 25–23 | 25–23 |       |       | 81–75   |           |
| 01 fev | 19:00 | Apade Vôlei            | 3–1    | Real Brasiliense     | 25–10 | 23–25 | 25–19 | 25–17 |       | 98–71   |           |
| 01 fev | 20:00 | Voleibol Alta Floresta | 3–1    | São Sebá Vôlei       | 25–22 | 25–16 | 26–28 | 28–26 |       | 104–92  |           |
| 02 fev | 16:00 | América Vôlei Natal    | 2–3    | Monte Carmelo/Sicoob | 25–15 | 21–25 | 25–22 | 17–25 | 12–15 | 100–102 |           |
| 02 fev | 17:00 | Araucária Vôlei        | 0–3    | Montes Claros Vôlei  | 23–25 | 21–25 | 18–25 |       |       | 62–75   |           |

### 9ª rodada
| Data   | Hora  |                      | Placar |                        | Set 1 | Set 2 | Set 3 | Set 4 | Set 5 | Total | Relatório |
| ------ | ----- | -------------------- | ------ | ---------------------- | ----- | ----- | ----- | ----- | ----- | ----- | --------- |
| 07 fev | 18:00 | Norde Vôlei          | 3–1    | Apade Vôlei            | 25–23 | 23–25 | 25–23 | 25–15 |       | 98–86 |           |
| 07 fev | 19:00 | Monte Carmelo/Sicoob | 3–1    | Araucária Vôlei        | 19–25 | 25–18 | 25–18 | 25–16 |       | 94–77 |           |
| 07 fev | 19:30 | Montes Claros Vôlei  | 3–0    | Maringá Vôlei          | 25–18 | 25–14 | 25–23 |       |       | 75–55 |           |
| 08 fev | 17:00 | Brasília Vôlei/UPIS  | 0–3    | Juiz de Fora Vôlei     | 20–25 | 21–25 | 24–26 |       |       | 65–76 |           |
| 08 fev | 19:00 | Real Brasiliense     | 1–3    | Voleibol Alta Floresta | 22–25 | 21–25 | 26–24 | 22–25 |       | 91–99 |           |
| 08 fev | 19:00 | São Sebá Vôlei       | 3–0    | América Vôlei Natal    | 25–21 | 26–24 | 27–25 |       |       | 78–70 |           |
| 08 fev | 19:00 | EC Praia Grande      | 3–1    | Araguari Vôlei         | 19–25 | 28–26 | 25–19 | 25–23 |       | 97–93 |           |

### 10ª rodada
| Data   | Hora  |                        | Placar |                      | Set 1 | Set 2 | Set 3 | Set 4 | Set 5 | Total  | Relatório |
| ------ | ----- | ---------------------- | ------ | -------------------- | ----- | ----- | ----- | ----- | ----- | ------ | --------- |
| 11 fev | 19:00 | Apade Vôlei            | 0–3    | Araguari Vôlei       | 23–25 | 21–25 | 21–25 |       |       | 65–75  |           |
| 11 fev | 19:30 | Maringá Vôlei          | 3–0    | Monte Carmelo/Sicoob | 25–21 | 25–19 | 32–30 |       |       | 82–70  |           |
| 12 fev | 19:30 | Araucária Vôlei        | 3–1    | São Sebá Vôlei       | 28–30 | 25–23 | 25–13 | 25–21 |       | 103–87 |           |
| 12 fev | 20:00 | Juiz de Fora Vôlei     | 3–1    | Montes Claros Vôlei  | 25–22 | 17–25 | 25–20 | 25–23 |       | 92–90  |           |
| 12 fev | 20:00 | Voleibol Alta Floresta | 0–3    | Norde Vôlei          | 16–25 | 25–27 | 17–25 |       |       | 58–77  |           |
| 13 fev | 20:00 | Brasília Vôlei/UPIS    | 3–1    | EC Praia Grande      | 25–18 | 18–25 | 25–22 | 25–23 |       | 93–88  |           |
| 13 fev | 20:00 | América Vôlei Natal    | 3–0    | Real Brasiliense     | 25–21 | 25–16 | 25–23 |       |       | 75–60  |           |

### 11ª rodada
| Data   | Hora  |                      | Placar |                        | Set 1 | Set 2 | Set 3 | Set 4 | Set 5 | Total   | Relatório |
| ------ | ----- | -------------------- | ------ | ---------------------- | ----- | ----- | ----- | ----- | ----- | ------- | --------- |
| 15 fev | 18:00 | Araguari Vôlei       | 3–0    | Voleibol Alta Floresta | 25–16 | 26–24 | 25–14 |       |       | 76–54   |           |
| 15 fev | 19:00 | Real Brasiliense     | 0–3    | Araucária Vôlei        | 19–25 | 25–27 | 21–25 |       |       | 65–77   |           |
| 16 fev | 19:00 | São Sebá Vôlei       | 3–1    | Maringá Vôlei          | 25–20 | 28–30 | 25–17 | 25–18 |       | 103–85  |           |
| 16 fev | 19:30 | EC Praia Grande      | 1–3    | Apade Vôlei            | 23–25 | 19–25 | 25–18 | 21–25 |       | 88–93   |           |
| 17 fev | 20:00 | Montes Claros Vôlei  | 3–0    | Brasília Vôlei/UPIS    | 25–22 | 25–14 | 25–14 |       |       | 75–50   |           |
| 18 fev | 18:00 | Norde Vôlei          | 1–3    | América Vôlei Natal    | 21–25 | 25–18 | 22–25 | 19–25 |       | 87–93   |           |
| 27 fev | 18:00 | Monte Carmelo/Sicoob | 2–3    | Juiz de Fora Vôlei     | 19–25 | 25–21 | 18–25 | 25–16 | 13–15 | 100–102 |           |

### 12ª rodada
| Data   | Hora  |                        | Placar |                      | Set 1 | Set 2 | Set 3 | Set 4 | Set 5 | Total   | Relatório |
| ------ | ----- | ---------------------- | ------ | -------------------- | ----- | ----- | ----- | ----- | ----- | ------- | --------- |
| 22 fev | 18:00 | Juiz de Fora Vôlei     | 3–0    | São Sebá Vôlei       | 25–17 | 25–17 | 25–21 |       |       | 75–55   |           |
| 22 fev | 18:30 | Maringá Vôlei          | 3–1    | Real Brasiliense     | 26–28 | 25–17 | 25–14 | 25–21 |       | 101–80  |           |
| 22 fev | 19:00 | Araucária Vôlei        | 0–3    | Norde Vôlei          | 19–25 | 17–25 | 21–25 |       |       | 57–75   |           |
| 22 fev | 19:30 | Montes Claros Vôlei    | 3–0    | EC Praia Grande      | 25–23 | 25–14 | 25–20 |       |       | 75–57   |           |
| 23 fev | 16:00 | América Vôlei Natal    | 3–2    | Araguari Vôlei       | 25–23 | 31–29 | 26–28 | 22–25 | 15–13 | 119–118 |           |
| 23 fev | 17:00 | Voleibol Alta Floresta | 1–3    | Apade Vôlei          | 26–28 | 31–29 | 22–25 | 22–25 |       | 101–107 |           |
| 23 fev | 17:00 | Brasília Vôlei/UPIS    | 0–3    | Monte Carmelo/Sicoob | 18–25 | 23–25 | 20–25 |       |       | 61–75   |           |

### 13ª rodada
| Data   | Hora  |                      | Placar |                        | Set 1 | Set 2 | Set 3 | Set 4 | Set 5 | Total   | Relatório |
| ------ | ----- | -------------------- | ------ | ---------------------- | ----- | ----- | ----- | ----- | ----- | ------- | --------- |
| 07 mar | 19:00 | EC Praia Grande      | 3–0    | Voleibol Alta Floresta | 25–22 | 25–19 | 25–23 |       |       | 75–64   |           |
| 07 mar | 19:00 | Apade Vôlei          | 3–2    | América Vôlei Natal    | 20–25 | 21–25 | 25–22 | 25–22 | 15–9  | 106–103 |           |
| 07 mar | 19:00 | Araguari Vôlei       | 3–0    | Araucária Vôlei        | 25–22 | 25–22 | 25–19 |       |       | 75–63   |           |
| 07 mar | 19:00 | Norde Vôlei          | 3–0    | Maringá Vôlei          | 25–17 | 25–21 | 25–16 |       |       | 75–54   |           |
| 07 mar | 19:00 | São Sebá Vôlei       | 2–3    | Brasília Vôlei/UPIS    | 31–29 | 19–25 | 26–28 | 25–21 | 9–15  | 110–118 |           |
| 07 mar | 19:00 | Monte Carmelo/Sicoob | 3–1    | Montes Claros Vôlei    | 25–16 | 25–16 | 19–25 | 25–22 |       | 94–79   |           |
| 07 mar | 20:00 | Juiz de Fora Vôlei   | 3–0    | Real Brasiliense       | 25–14 | 25–14 | 25–23 |       |       | 75–51   |           |

## Playoffs
|  | Quartas de final          | Quartas de final     | Quartas de final     | Quartas de final     |                      |                      | Semifinal          | Semifinal | Semifinal | Semifinal |  |  | Final | Final | Final | Final |
|  |                           |                      |                      |                      |                      |                      |                    |           |           |           |  |  |       |       |       |       |
|  |                           |                      |                      |                      |                      |                      |                    |           |           |           |  |  |       |       |       |       |
|  |                           |                      |                      |                      |                      |                      |                    |           |           |           |  |  |       |       |       |       |
|  | Juiz de Fora Vôlei        | Juiz de Fora Vôlei   | 3                    | 3                    |                      |                      |                    |           |           |           |  |  |       |       |       |       |
|  | Juiz de Fora Vôlei        | Juiz de Fora Vôlei   | 3                    | 3                    |                      |                      |                    |           |           |           |  |  |       |       |       |       |
|  | EC Praia Grande           | EC Praia Grande      | 1                    | 0                    |                      |                      |                    |           |           |           |  |  |       |       |       |       |
|  | EC Praia Grande           | EC Praia Grande      | 1                    | 0                    | Juiz de Fora Vôlei   | 1                    | 3                  | 3         |           |           |  |  |       |       |       |       |
|  |                           |                      |                      |                      | Juiz de Fora Vôlei   | 1                    | 3                  | 3         |           |           |  |  |       |       |       |       |
|  |                           | Norde Vôlei          | 3                    | 0                    | 2                    |                      |                    |           |           |           |  |  |       |       |       |       |
|  | Norde Vôlei               | Norde Vôlei          | 3                    | 0                    | 2                    | 3                    | 3                  |           |           |           |  |  |       |       |       |       |
|  | Norde Vôlei               | Norde Vôlei          |                      |                      |                      |                      | 3                  |           |           |           |  |  |       |       |       |       |
|  | Brasília Vôlei/UPIS       | Brasília Vôlei/UPIS  | 1                    | 0                    |                      |                      |                    |           |           |           |  |  |       |       |       |       |
|  | Brasília Vôlei/UPIS       | Brasília Vôlei/UPIS  | 1                    | 0                    | Juiz de Fora Vôlei   | Juiz de Fora Vôlei   | Juiz de Fora Vôlei | 2         |           |           |  |  |       |       |       |       |
|  |                           |                      |                      |                      | Juiz de Fora Vôlei   | Juiz de Fora Vôlei   | Juiz de Fora Vôlei | 2         |           |           |  |  |       |       |       |       |
|  |                           | Monte Carmelo/Sicoob | Monte Carmelo/Sicoob | Monte Carmelo/Sicoob | 3                    |                      |                    |           |           |           |  |  |       |       |       |       |
|  | Monte Carmelo/Sicoob (gs) | Monte Carmelo/Sicoob | Monte Carmelo/Sicoob | Monte Carmelo/Sicoob | 3                    | 3                    | 0                  | 25        |           |           |  |  |       |       |       |       |
|  | Monte Carmelo/Sicoob (gs) |                      |                      |                      |                      | 3                    | 0                  | 25        |           |           |  |  |       |       |       |       |
|  | Araguari Vôlei            | 2                    | 3                    | 22                   |                      |                      |                    |           |           |           |  |  |       |       |       |       |
|  | Araguari Vôlei            | 2                    | 3                    | 22                   | Monte Carmelo/Sicoob | Monte Carmelo/Sicoob | 3                  | 3         |           |           |  |  |       |       |       |       |
|  |                           |                      |                      |                      | Monte Carmelo/Sicoob | Monte Carmelo/Sicoob | 3                  | 3         |           |           |  |  |       |       |       |       |
|  |                           | Montes Claros Vôlei  | Montes Claros Vôlei  | 0                    | 0                    |                      |                    |           |           |           |  |  |       |       |       |       |
|  | Montes Claros Vôlei       | Montes Claros Vôlei  | Montes Claros Vôlei  | 0                    | 0                    | 3                    | 3                  |           |           |           |  |  |       |       |       |       |
|  | Montes Claros Vôlei       | Montes Claros Vôlei  |                      |                      |                      |                      | 3                  |           |           |           |  |  |       |       |       |       |
|  | Apade Vôlei               | Apade Vôlei          | 2                    | 1                    |                      |                      |                    |           |           |           |  |  |       |       |       |       |
|  | Apade Vôlei               | Apade Vôlei          | 2                    | 1                    |                      |                      |                    |           |           |           |  |  |       |       |       |       |

### Quartas de final
| Data   | Hora  |                    | Placar |                    | Set 1 | Set 2 | Set 3 | Set 4 | Set 5 | Total | Relatório |
| ------ | ----- | ------------------ | ------ | ------------------ | ----- | ----- | ----- | ----- | ----- | ----- | --------- |
| 15 mar | 21:30 | EC Praia Grande    | 1–3    | Juiz de Fora Vôlei | 18–25 | 22–25 | 25–19 | 20–25 |       | 85–94 |           |
| 21 mar | 20:00 | Juiz de Fora Vôlei | 3–0    | EC Praia Grande    | 25–23 | 25–15 | 25–19 |       |       | 75–57 |           |

| Data   | Hora  |                     | Placar |                     | Set 1 | Set 2 | Set 3 | Set 4 | Set 5 | Total | Relatório |
| ------ | ----- | ------------------- | ------ | ------------------- | ----- | ----- | ----- | ----- | ----- | ----- | --------- |
| 15 mar | 19:00 | Brasília Vôlei/UPIS | 1–3    | Norde Vôlei         | 23–25 | 24–26 | 25–17 | 18–25 |       | 90–93 |           |
| 20 mar | 20:00 | Norde Vôlei         | 3–0    | Brasília Vôlei/UPIS | 25–18 | 25–17 | 25–20 |       |       | 75–55 |           |

| Data       | Hora       |                      | Placar |                      | Set 1 | Set 2 | Set 3 | Set 4 | Set 5 | Total   | Relatório |
| ---------- | ---------- | -------------------- | ------ | -------------------- | ----- | ----- | ----- | ----- | ----- | ------- | --------- |
| 15 mar     | 18:30      | Araguari Vôlei       | 2–3    | Monte Carmelo/Sicoob | 25–21 | 25–20 | 20–25 | 22–25 | 9–15  | 101–106 |           |
| 20 mar     | 19:30      | Monte Carmelo/Sicoob | 0–3    | Araguari Vôlei       | 18–25 | 26–28 | 21–25 |       |       | 65–78   |           |
| Golden Set | Golden Set | Monte Carmelo/Sicoob | 25–22  | Araguari Vôlei       |       |       |       |       |       |         |           |

| Data   | Hora  |                     | Placar |                     | Set 1 | Set 2 | Set 3 | Set 4 | Set 5 | Total  | Relatório |
| ------ | ----- | ------------------- | ------ | ------------------- | ----- | ----- | ----- | ----- | ----- | ------ | --------- |
| 15 mar | 19:00 | Apade Vôlei         | 2–3    | Montes Claros Vôlei | 25–20 | 19–25 | 25–22 | 18–25 | 10–15 | 97–107 |           |
| 21 mar | 20:00 | Montes Claros Vôlei | 3–1    | Apade Vôlei         | 25–22 | 25–19 | 23–25 | 25–19 |       | 98–85  |           |

### Semifinal
| Data   | Hora  |                    | Placar |                    | Set 1 | Set 2 | Set 3 | Set 4 | Set 5 | Total   | Relatório |
| ------ | ----- | ------------------ | ------ | ------------------ | ----- | ----- | ----- | ----- | ----- | ------- | --------- |
| 26 mar | 18:00 | Norde Vôlei        | 3–1    | Juiz de Fora Vôlei | 17–25 | 27–25 | 25–19 | 27–25 |       | 96–94   |           |
| 01 abr | 21:00 | Juiz de Fora Vôlei | 3–0    | Norde Vôlei        | 25–19 | 25–19 | 25–20 |       |       | 75–58   |           |
| 08 abr | 20:00 | Juiz de Fora Vôlei | 3–2    | Norde Vôlei        | 26–24 | 23–25 | 22–25 | 25–18 | 15–13 | 111–105 |           |

| Data   | Hora  |                      | Placar |                      | Set 1 | Set 2 | Set 3 | Set 4 | Set 5 | Total | Relatório |
| ------ | ----- | -------------------- | ------ | -------------------- | ----- | ----- | ----- | ----- | ----- | ----- | --------- |
| 26 mar | 21:00 | Montes Claros Vôlei  | 0–3    | Monte Carmelo/Sicoob | 22–25 | 24–26 | 32–34 |       |       | 78–85 |           |
| 01 abr | 18:00 | Monte Carmelo/Sicoob | 3–0    | Montes Claros Vôlei  | 25–15 | 25–23 | 25–21 |       |       | 75–59 |           |

### Final
| Data   | Hora  |                    | Placar |                      | Set 1 | Set 2 | Set 3 | Set 4 | Set 5 | Total  | Relatório |
| ------ | ----- | ------------------ | ------ | -------------------- | ----- | ----- | ----- | ----- | ----- | ------ | --------- |
| 14 abr | 20:00 | Juiz de Fora Vôlei | 2–3    | Monte Carmelo/Sicoob | 22–25 | 25–19 | 13–25 | 25–18 | 13–15 | 98–102 |           |

## Classificação final
| Posição           | Equipe                  | Classificação/rebaixamento   |
| ----------------- | ----------------------- | ---------------------------- |
| Medalha de ouro   | Monte Carmelo/Sicoob    | Superliga Série A de 2025–26 |
| Medalha de prata  | Juiz de Fora Vôlei      | Superliga Série A de 2025–26 |
| Medalha de bronze | Montes Claros Vôlei     | Superliga Série B de 2026    |
| 4                 | Norde Vôlei             | Superliga Série B de 2026    |
| 5                 | Brasília Vôlei/UPIS     | Superliga Série B de 2026    |
| 6                 | Apade Vôlei             | Superliga Série B de 2026    |
| 7                 | Araguari Vôlei          | Superliga Série B de 2026    |
| 8                 | EC Praia Grande         | Superliga Série B de 2026    |
| 9                 | Maringá Vôlei/Mobifacil | Superliga Série B de 2026    |
| 10                | São Sebá Vôlei          | Superliga Série B de 2026    |
| 11                | América Vôlei Natal/SSC | Superliga Série C de 2025    |
| 12                | Araucária Vôlei         | Superliga Série C de 2025    |
| 13                | Voleibol Alta Floresta  | Superliga Série C de 2025    |
| 14                | Real Brasiliense        | Superliga Série C de 2025    |

## Premiação
| Superliga Série B de 2025                 |
| Minas Gerais                              |
| ----------------------------------------- |
| Monte Carmelo/Sicoob Campeão (2.º título) |